# Berlini Állami Operaház
A Berlini Állami Operaház (Staatsoper Unter den Linden) színház Berlinben, az Unter den Linden és a Bebelplatz között, a Mitte kerületben. A színház zenekara a Staatskapelle Berlin. Műemléki védelem alatt áll.

## Épülete
Neoklasszicista stílusban emelte 1741 és 1743 között Georg Wenzeslaus von Knobelsdorff a Forum Fridericianum első épületeként. 1742. december 7-én a Hofoper a Caesar és Kleopátra című Carl Heinrich Graun-operával nyilt meg. 1843–44-ben az épületet egy tűzvész után restaurálták. A munkálatokat Carl Ferdinand Langhans irányította, de csak az épület belsejét módosították, így a Königliches Opernhaus (Királyi Udvari Opera) lett.
A Windsori víg nőket 1849-ben itt mutatták be.
Jelenlegi nevét 1918-ban kapta.
A Wozzeck világpremierje 1925-ben itt volt. 1928-ban egy felújítás után újra megnyitották A varázsfuvola előadásával, Richard Tauber főszereplésével.
A második világháború alatt az épület súlyos károkat szenvedett a brit Királyi Légierő 1941. április 10-i légitámadásában. Az újjáépítés azonnal megkezdődött Adolf Hitler utasítására, hogy demonstrálják a töretlen harci morált. 1942. december 12-én a belső terét megváltoztató ház 1450 ülőhellyel Wagner: A nürnbergi mesterdalnokok előadásával ünnepelte fennállásának 200. évfordulóját Wilhelm Furtwängler vezényletével.
1952 és 1955 között rekonstrukciót hajtott végre rajta Richard Paulick építész, majd szeptember 4-én újra megnyitották, ugyanannyi ülőhellyel és ugyanazzal az operával Franz Konwitschny rendezésében. 1990-ig a Német Demokratikus Köztársaság területéhez tartozó Kelet-Berlinbrn állt.

## Művészeti és zenei vezetők, zenei főigazgatók

### Zenei főigazgatók 1918-ig
- 1786–1790: Johann Christian Frischmuth, udvari karnagya (Hofkapellmeister)
- 1787–1796: Karl Bernhard Wessely, udvari karnagya
- 1792–1821: Bernhard Anselm Weber, udvari karnagya
- 1816–1818: Joseph Augustin Gürrlich, udvari karnagya
- 1816–1822: Bernhard Romberg, udvari karnagya
- 1820–1841: Gaspare Spontini, zenei főigazgató
- 1842–1851: Giacomo Meyerbeer, zenei főigazgató
- 1845–1868: Wilhelm Taubert, udvari karnagya
- 1848–1849: Otto Nicolai, udvari karnagya
- 1871–1881: Robert Radecke, udvari karnagya
- 1908–1912: Karl Muck, ab 1892 udvari karnagya, 1908-tól zenei főigazgató
- 1908–1918: Richard Strauss, 1898-tól 1. udvari karnagya, 1908-tól zenei főigazgató
- 1913–1918: Leo Blech, 1906-tól udvari karnagya, 1913-tól zenei főigazgató

### Zenei vezetők 1918-tól
- 1918–1923: Leo Blech
- 1923–1934: Erich Kleiber
- 1934–1935: Wilhelm Furtwängler
- 1935–1936: Clemens Krauss

1936-tól kezdve több állandó karmester is működött, változó befolyással Heinz Tietjen művészeti vezetője alatt:
- 1933–1945: Robert Heger
- 1935–1938: Werner Egk
- 1935–1936: Hans Swarowsky
- 1935–1949: Johannes Schüler
- 1938–1942: Karl Elmendorff
- 1939–1945: Herbert von Karajan
- 1940–1942: Paul van Kempen

A második világháború után különböző főkarmesterek voltak:
- 1945–1946: Karl Schmidt
- 1938–1951: Joseph Keilberth, Leopold Ludwig, Karl Fischer
- 1950–1951: Arnold Quennet, Hans Lowlein
- 1951–1953: Karl-Egon Gluckselig
- 1951–1954: Walter Lutze
- 1954–1955: Erich Kleiber – zenei főigazgató
- 1955–1962: Franz Konwitschny, Lovro von Matačić, Horst Stein
- 1961–1992: Heinz Fricke – zenei főigazgató
- 1961–1973: Heinz Rögner – állandó karmester
- 1962: Helmut Seydelmann – zenei főigazgató
- 1964–1990:[2] Otmar Suitner
- 1984–2023: Siegfried Kurz – állandó karmester
- 1992–2023: Daniel Barenboim – zenei főigazgató (2002-ig művészeti vezető is)
- 2024-től : Christian Thielemann – zenei főigazgató

## Képek

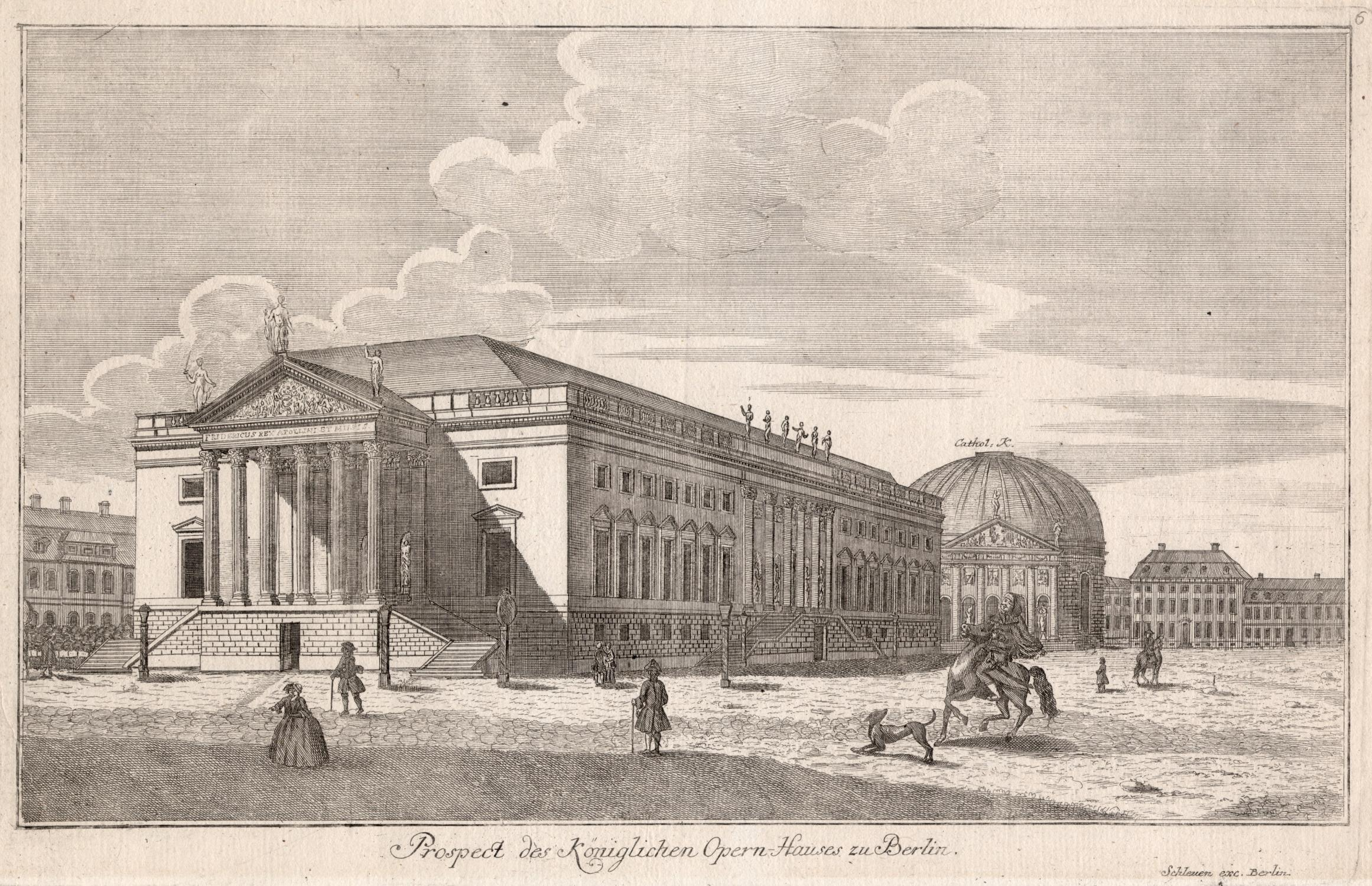
1750 körül
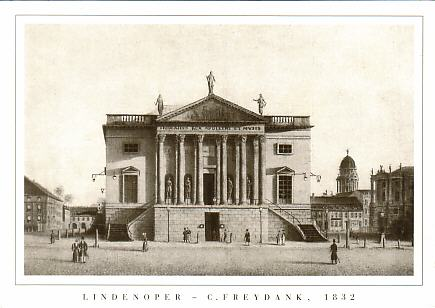
1832-ben
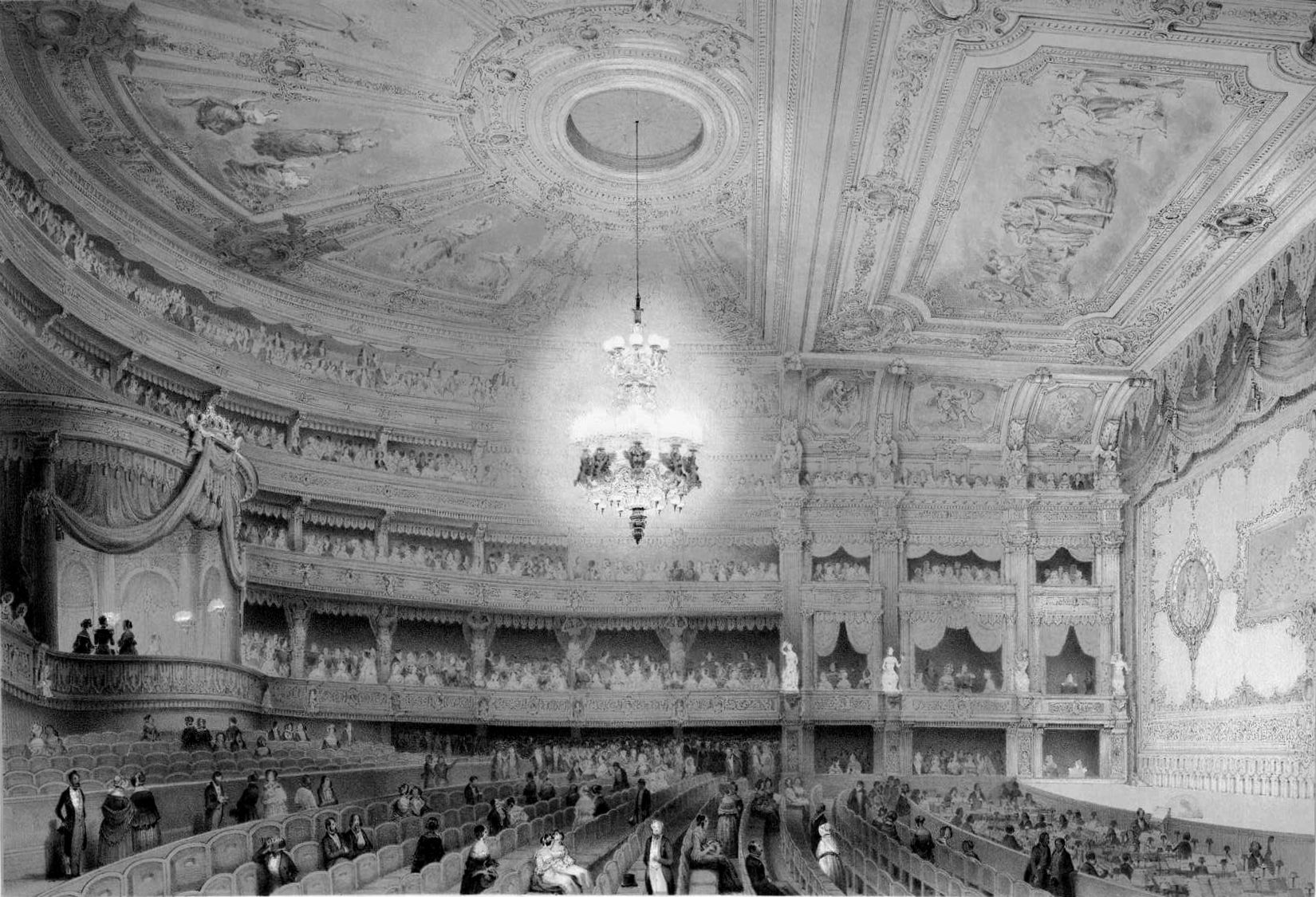
Belső 1843-ban
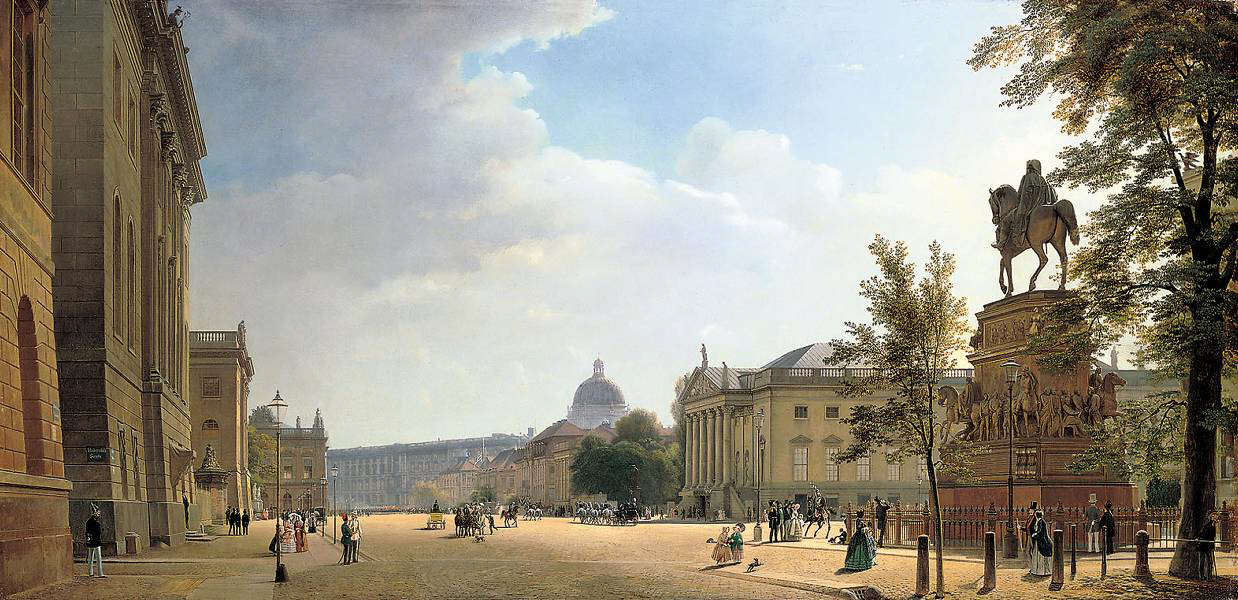
1852-ben
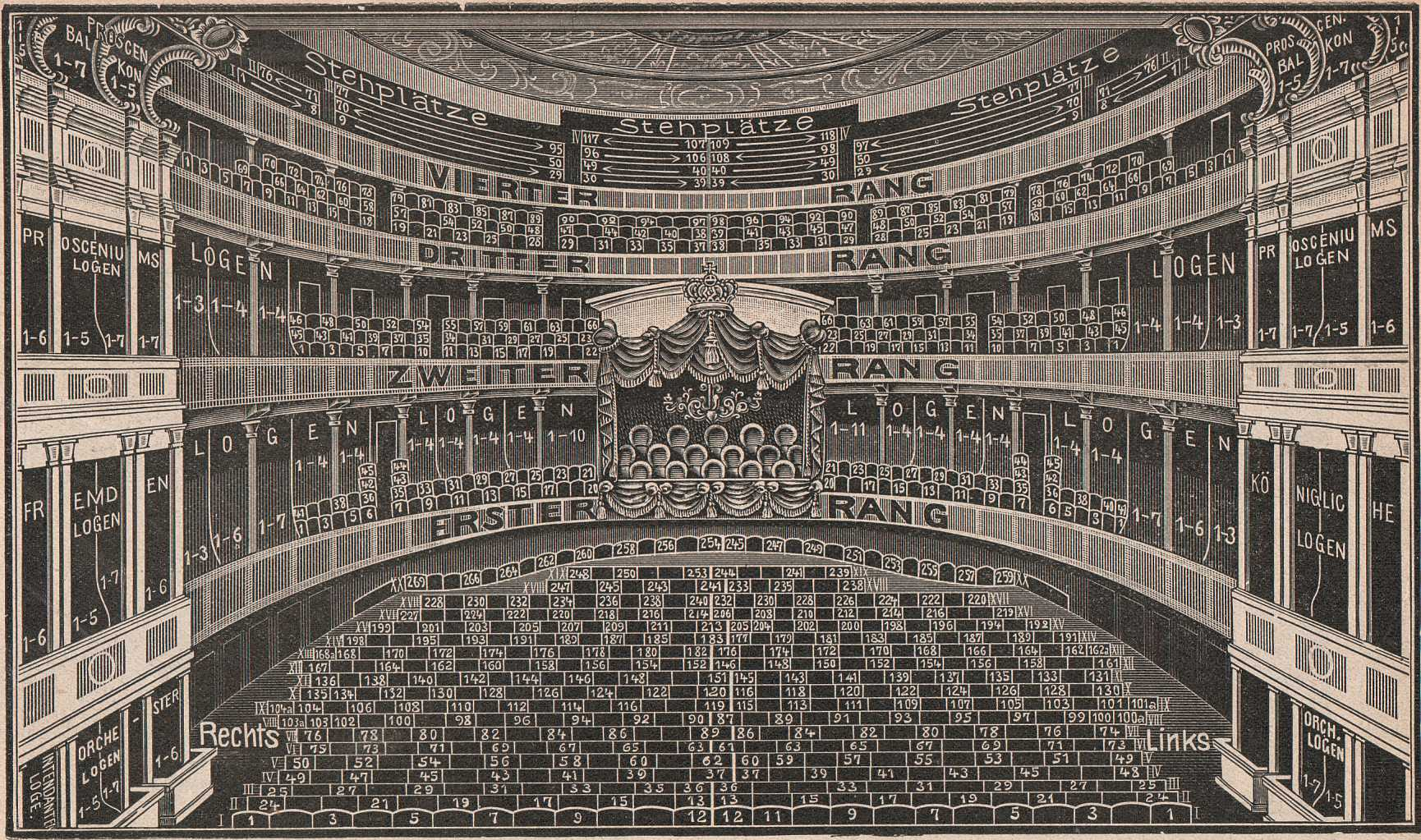
A nézőtér 1912-ben

## Fordítás
- Ez a szócikk részben vagy egészben  a   Staatsoper Unter den Linden című olasz Wikipédia-szócikk ezen változatának fordításán alapul.  Az eredeti cikk szerkesztőit annak laptörténete sorolja fel. Ez a jelzés csupán a megfogalmazás eredetét és a szerzői jogokat jelzi, nem szolgál a cikkben szereplő információk forrásmegjelöléseként.
- Ez a szócikk részben vagy egészben  a   Staatsoper Unter den Linden című német Wikipédia-szócikk ezen változatának fordításán alapul.  Az eredeti cikk szerkesztőit annak laptörténete sorolja fel. Ez a jelzés csupán a megfogalmazás eredetét és a szerzői jogokat jelzi, nem szolgál a cikkben szereplő információk forrásmegjelöléseként.